# Austrodolichos
Austrodolichos é um género botânico pertencente à família Fabaceae.
A sua única espécie é Austrodolichos errabundus (M.B.Scott) Verdc., que é originária da Austrália, onde se distribui pelo Território do Norte, Queensland e Austrália Ocidental.

## Descrição
É uma planta perene, herbácea ou trepadora. As flores são de cor amarelo creme ou rosa. A floração dá-se em Janeiro-Fevereiro ou Abril a Junho em solos lateríticos ou solos basálticos.

## Taxonomia
Austrodolichos errabundus foi descrita por (M.B.Scott) Verdc. e publicada em Kew Bulletin 24(3): 400. 1970.
O género Austrodolichos foi segregado do género Dolichos por Verdcourt, em 1970, juntamente com os géneros Pseudovigna, Pseudeminia, Sinodolichos, Macrotyloma, Dipogon, Alistilus e Decorsea.
Este género não existe no sistema de classificação filogenética Angiosperm Phylogeny Website.

## Sinonímia
- Dolichos errabundus M. B. Scott[5]